# 보길동초등학교 예작분교
보길동초등학교 예작분교는 대한민국 전라남도 완도군 보길면 예작도길 1-14(예송리)에 있었던 공립 초등학교 분교이다.

## 학교 연혁
- 1956년 4월 1일: 보길동국민학교 예작분교 설립 인가
- 1956년 4월 6일: 예작분교장 개교
- 1967년 4월 1일: 도서벽지학교 '을'급 지정
- 1986년 1월 1일: 도서벽지학교 '나'급 지정
- 1996년 3월 1일: 보길동초등학교 예작분교 개편
- 2001년 1월 1일: 도서벽지학교 '가'급 조정
- 2019년 3월 1일: 폐교 및 보길초등학교 통폐합[1]

## 참고 자료
- 보길동초등학교예작분교장 - 한국교육학술정보원 학교알리미